# Phalacropterix fucella
Phalacropterix fucella är en fjärilsart som beskrevs av Jacob Hübner 1793. Phalacropterix fucella ingår i släktet Phalacropterix och familjen säckspinnare. Inga underarter finns listade i Catalogue of Life.